# Dirty Girl
Dirty Girl is een Amerikaanse film uit 2010 van Abe Sylvia.

## Rolverdeling
- Jeremy Dozier - Clarke
- Juno Temple - Danielle
- Zach Lasry - Brad
- Jonathan Slavin - Mr. Potter
- Marcella Lentz-Pope - Tonya
- William Horwich - Tim
- Gary Grubbs - Schoolhoofd Mulray
- Deborah Theaker - Mrs. Hatcher
- Natalie Amenula - Benita
- David Petruzzi - Bobby